# Russula acetolens
Russula acetolens es una especie de  hongo basidiomiceto de la familia Russulaceae.

## Características
La forma del sombrero (píleo) es convexo aplanado, puede medir hasta 6,5 cm de diámetro, su color es amarillento, el estipe es cilíndrico, de color blanquecino y puede medir una altura de 6 cm y su ancho puede alcanzar 1 cm.
Crece en las zonas húmedas de los bosques de coníferas, a finales del verano y en los primeros meses del otoño.
Se caracteriza por su tapa de color amarillo y por su pequeño tamaño, es comestible mediocre.